# Pubertà precoce
La pubertà precoce (in latino pubertas praecox) è un'apparizione anormalmente precoce della pubertà, il processo di maturazione sessuale viene gestito dalla chimica esogena del cervello, che solitamente inizia nella tarda infanzia e risulta nella maturità riproduttiva e nel completamento della crescita. La pubertà precoce è una variazione del normale sviluppo, può essere dovuta ad una malattia oppure all'esposizione anormale agli ormoni.
In alcuni contesti, il termine può essere utilizzato impropriamente per descrivere l'apparizione anticipata di alcuni aspetti fisici legati alla pubertà, pur non potendosi parlare di pubertà precoce se il processo non è diretto dal cervello.
In una minima parte dei casi, la pubertà precoce può essere innescata da una malattia come un tumore o una lesione cerebrale. Anche nei casi in cui non vi è alcuna malattia, la pubertà precoce può avere effetti negativi sul comportamento sociale e sullo sviluppo psicologico dell'individuo, può ridurre l'alto potenziale nell'età adulta e potrebbe causare rischi per la salute nel corso della vita.

## Pubertà precoce femminile
I risultati hanno generalmente indicato che l'inizio precoce della pubertà nelle ragazze può essere psicologicamente dannoso. La ragione principale di questo effetto dannoso è la questione dell'immagine corporea. Man mano che si sviluppano fisicamente, aumentando di peso in diverse aree del corpo, le ragazze che maturano precocemente di solito sembrano più grandi delle ragazze che non sono ancora entrate nella pubertà. Come risultato della pressione sociale per essere magre, le ragazze che maturano precocemente sviluppano una visione negativa della loro immagine corporea. Inoltre, le persone possono prendere in giro le ragazze per i loro seni visibili, costringendo la ragazza che matura presto a nascondere i seni vestendosi in modo diverso. L'imbarazzo per un corpo più sviluppato può anche comportare il rifiuto di spogliarsi ad esempio in palestra. Queste esperienze portano a una minore autostima, più depressione e un'immagine corporea più povera in queste ragazze che maturano precocemente.
Inoltre, poiché le differenze fisiche ed emotive le distinguono dalle persone della stessa fascia di età, le ragazze che maturano precocemente sviluppano relazioni con persone più anziane. Ad esempio, alcune ragazze che maturano precocemente hanno fidanzati più grandi, "attratti dal fisico femminile delle ragazze e dall'innocenza fanciullesca". Sebbene avere un ragazzo più grande possa aumentare la popolarità tra i coetanei, aumenta anche il rischio di consumo di alcol e droghe, aumento dei rapporti sessuali (spesso non protetti), disturbi alimentari e bullismo.

## Pubertà precoce maschile
In passato, l'inizio precoce della pubertà nei ragazzi è stato associato a esiti positivi, come la leadership nelle scuole superiori e il successo nell'età adulta. Tuttavia, alcuni studi hanno rivelato che i rischi e i problemi della maturazione precoce nei maschi potrebbero superare i benefici.
I ragazzi che maturano precocemente sviluppano comportamenti "più aggressivi, infrangono la legge e fanno abuso di alcol", che provocano rabbia nei confronti dei genitori e problemi a scuola e con la polizia. La pubertà precoce si correla anche con una maggiore attività sessuale e un numero più elevato di gravidanze adolescenziali, che possono portare entrambi alla depressione e ad altri problemi psicosociali. Tuttavia, la pubertà precoce potrebbe anche portare a risultati positivi, come popolarità tra i coetanei, maggiore autostima e fiducia, come risultato di sviluppi fisici, come altezza più alta, muscoli sviluppati, pettorali muscolosi e migliore capacità atletica.